# Zbigniew Derdziuk
Zbigniew Derdziuk (ur. 24 stycznia 1962 w Skierbieszowie) – polski polityk i urzędnik państwowy, w latach 1998–1999 i 2005–2006 sekretarz stanu w Kancelarii Prezesa Rady Ministrów, w latach 2007–2009 minister-członek Rady Ministrów, w latach 2009–2015 i od 2024 prezes Zakładu Ubezpieczeń Społecznych.

## Życiorys

### Wykształcenie
Brat zakonnika Andrzeja Derdziuka. Absolwent Technikum Elektronicznego w Zamościu z 1981. W 1987 ukończył studia w Instytucie Socjologii Uniwersytetu Warszawskiego. Odbył studia podyplomowe w zakresie organizacji i zarządzania prowadzone przez Instytut Organizacji i Zarządzania w Przemyśle „Orgmasz” oraz szwedzką Grupę Konsultingową M-Gruppen, brał udział w Advanced Management Program prowadzonym przez IESE Business School (2008). Uczestniczył w szkoleniach z zakresu finansów i zarządzania, m.in. podczas stypendium w USA.

### Działalność zawodowa i polityczna
Pracował w bankowości, mediach i konsultingu. W wyborach w 1991 bez powodzenia ubiegał się o mandat poselski z ramienia PChD w Warszawie.
W 1994 był zastępcą dyrektora Biura Zarządu Telewizji Polskiej, a w 1996 dyrektorem Biura Planowania Strategicznego w tym przedsiębiorstwie. Pracował w Sejmie i Senacie, m.in. jako dyrektor gabinetu szefa Kancelarii Sejmu. W 1997 był zastępcą dyrektora biura promocji i informacji w PKO BP, odpowiadał za kampanie reklamowe tego banku. Pełnił później funkcję dyrektora departamentu w Polskim Banku Inwestycyjnym.
Od stycznia 1998 do marca 1999 był sekretarzem stanu i zastępcą szefa KPRM w rządzie Jerzego Buzka. W listopadzie 2005 został mianowany sekretarzem stanu w Kancelarii Prezesa Rady Ministrów w okresie rządu Kazimierza Marcinkiewicza, w tym samym miesiącu objął nadto stanowisko przewodniczącego Komitetu Stałego Rady Ministrów. Odwołano go z tych funkcji w lipcu 2006 w ostatnim dniu sprawowania urzędu przez premiera przez Kazimierza Marcinkiewicza. Był członkiem Opus Dei. W listopadzie 2005 wziął udział w warszawskiej inauguracji polskiego programu menedżerskiego prowadzonego przez IESE Business School.
Po objęciu przez Kazimierza Marcinkiewicza stanowiska pełniącego funkcję prezydenta Warszawy Zbigniew Derdziuk został mianowany szefem jego biura w Urzędzie m.st. Warszawy. W sierpniu 2006 Rada m.st. Warszawy wybrała go na stanowisko sekretarza miasta. Pełnił tę funkcję do grudnia tego samego roku. Później objął stanowisko wiceprezesa zarządu Banku Pocztowego. 16 listopada 2007 został powołany na urząd ministra-członka Rady Ministrów w rządzie Donalda Tuska. Stanowisko to zajmował do 13 stycznia 2009. Ponownie był przewodniczącym Komitetu Stałego Rady Ministrów. W lutym tego samego roku powrócił do zarządu Banku Pocztowego, w którym został pierwszym wiceprezesem. Obejmował też funkcje członka rad nadzorczych różnych spółek akcyjnych, m.in. PKO BP i BGK.
2 października 2009 został prezesem Zakładu Ubezpieczeń Społecznych. 6 lutego 2015 podał się do dymisji. 31 marca tego samego roku przestał pełnić funkcję prezesa ZUS. W tym samym roku został doradcą zarządu mBanku.
W 2020 został prezesem zarządu spółki Roma Office Center. 30 kwietnia 2024 ponownie objął funkcję prezesa ZUS.

## Odniesienia w kulturze
Zbigniew Derdziuk został wspomniany w piosence zespołu Kazik na Żywo „No speaking inglese”: „No daj mi Derdziuk wódki, no co ci to stanowi? / Ja nie mogę, muszę zawieźć tatowi”. Liderem KnŻ był jego kolega ze studiów Kazik Staszewski.

## Odznaczenia
- Odznaczenie okolicznościowe z okazji 80. rocznicy Powstania Warszawskiego nadane przez Związek Powstańców Warszawskich – 2024[11]